# El Plata (1875)
«Ель Плата» (ісп. El Plata) був першим із двох  моніторів однойменного типу, побудованих у Великій Британії в 1870-х роках для ВМС Аргентини. 

## Опис
«Ель Плата» мав довжину 186 футів (56,7 метрів) вздовж ватерлінії, мідель  44 фути (13,4 метри) та осадку 2,-3,2 метри. 9,5—10,5 фута (2,9—3,2 м). Водотоннажність складала 1536-1677 тон, екіпаж налічував 120 офіцерів та матросів. 
Корабель мав дві парові машини компаунд, кожна з яких приводила в рух один карданний вал, загальною потужністю 750 індикативних кінських сил (560 кВт). Це забезпечувало максимальну   максимальну швидкість 9-9,5 вузлів. «Ель Плата» перевозив 122 тони вугілля, що давало запас ходу на приблизно 1400 морських миль (2600 кілометрів). 
Головним калібром корабля були дві 200 фунтові гармати (229 міліметрові) нарізні дульнозарядні гармати з ефективною дальністю вогню -1200-1500 метрів, розмішених у єдиній башті. Допоміжне озброєння монітора складалося з двох 47 міліметрових гармат Армстронга та чотирьох 37 міліметрових Гочкісса.
На відміну від класичних моніторів «Ель Плата» мала досить розвинену надбудову та три щогли з вітрилами. Це покращувало  морехідність корабля, водночас обмежувало його ефективність як артилерійської платформи.     